# دوريانو كورتستام
دوريانو كورتستام (بالهولندية: Doriano Kortstam)‏ (7 يوليو 1994 بروتردام في هولندا - ) هو لاعب كرة قدم هولندي في مركز الدفاع. لعب مع فاينورد.

## روابط خارجية
- دوريانو كورتستام على موقع قاعدة بيانات كرة القدم.إي يو (الإنجليزية)
- دوريانو كورتستام على موقع ناشيونال فوتبول تيمز (الإنجليزية)
- دوريانو كورتستام على موقع Soccerway.com (الإنجليزية)
- دوريانو كورتستام على موقع عالم كرة القدم.نت (الإنجليزية)